# Rudaki
Rudaki, auch Rodaki (wörtlich „von Rudak“), mit vollständigem Namen arabisch-persisch ابو عبد الله جعفر رودكى, DMG Abū ‘Abd Allāh Ǧa‘far-i Rūdakī, (* 858 oder 859 in Rudak, Chorasan, heute Pandschrud bei Pandschakent, Tadschikistan; † 940/41 wahrscheinlich ebenda, möglicherweise Buchara) gilt als Vater der neupersischen Poesie.
Der Dichter und Musiker Rudaki wirkte eine Zeit lang am Hofe des Samanidenfürsten Amir Nasr Ben Ahmad II. (914–942/3). Er fiel zwar in der Gunst des Emirs, doch war er bei den Dichtern in verschiedenen Epochen als „Meister“ bzw. als „König der Dichter“ bekannt und berühmt.
Rudaki starb 941 in bescheidenen Verhältnissen. Von ihm sind etwa 1000 Verse der Gattungen Qasīda, Ghazal, Masnawī („Doppelverse“) und Rubāʿī („Vierzeiler“) erhalten geblieben.
Das Meisterwerk von Rudaki ist Kalīla wa Dimna (Burzoes Panchatantra), das er in Versform ins Neupersische übertrug. Es handelt sich um Fabeln, die sowohl lehrreich und unterhaltend als auch humorvoll und kritisch sind. Ferdousī widmete ein Kapitel seines Schāhnāme dieser Fabelsammlung von Rudaki.
Die Urschrift des Kalīla wa Dimna stammt ursprünglich aus dem Sanskrit und hieß in Indien Panchatantra, d. h. „Fünf Stränge (von Erzählungen)“.
Kalīla wa Dimna gehört zu den Pandsch Ketāb („fünf Büchern“), durch die z. B. die Kinder auf dem heutigen Boden Afghanistans in den Dorfschulen und „Koranschulen“, in der Madchal („Vorschule“) und in Familien mit besonderem Spaß lesen und schreiben lernten. Die Sprache von Rudaki ist einfach, seine Dichtung ist melodisch und vielschichtig.
Von Rudaki stammen viele Gedichte, die sich mit den Themen „Wissen“, „Bildung“, „Kunst“, „Tod“, „Leben“, „Liebe“, „Nouruz“ und „Welt“ beschäftigen. Bekannt ist vor allem die nachfolgend zitierte Ode, mit der er seinen samanidischen Landesfürsten zur sofortigen Rückkehr aus der Steppe nach Buchara bewegt haben soll:

## Gedichte (Auswahl)
بوى جوى موليان آيد همى
ياد يار مهربان آيد همى
ريگ آموى و درشتى راه او
زير پايم پرنيان آيد همى
آب جيحون از نشاط روى دوست
خنگ مارا تا ميان آيد همى
اى بخارا شاد باش و دير زى
مير زى تو شادمان آيد همى
مير ماه است و بخارا آسمان
ماه سوى آسمان آيد همى
مير سرو است و بخارا بوستان
سرو سوى بوستان آيد همى
آفرين و مدح سود آيد همى
گر به گنج اندر زيان آيد همى
bū-ye ǧū-ye mūliyān āyad hamī
yād-e yār-e mehrabān āyad hamī
rīg-e āmūy-o doroštī-ye rāh-e ū
zīr-e pāyam parniyān āyad hamī
āb-e ǧayḥūn az nešāṭ-e rū-ye dūst
ḫeng-e mā-rā tā miyān āyad hamī
ey boḫārā šād bāš-o dīr zī
mīr zī to šādemān āyad hamī
mīr māh ast-o boḫarā āsmān
māh sū-ye āsmān āyad hamī
mīr sarw ast-o boḫārā būstān
sarw sū-ye būstān āyad hamī
āfarīn-o madḥ-e sūd āyad hamī
gar be ganǧ andar ziyān āyad hamī
Der Duft des Flüsschens Mūliyān zu uns dringt,
Die Erinnerung an den lieben Freund uns bringt.
Der Sand des Amuy und seines Laufes Wucht
Unter meinen Fuß wie Seide dringt.
Das Wasser des Dscheihun aus dem heiteren Freundsgesicht
Wie ein Schimmel in unsere Mitte dringt.
O Buchara, freue dich und lebe lang.
Fürst, lebe du, damit die Freude zu uns dringt.
Der Fürst ist der Mond und der Himmel Buchara,
Der Mond den Weg zum Himmel nimmt.
Der Fürst ist die Zeder und der Garten Buchara,
Die Zeder ihren Weg zum Garten nimmt.
Lob und Preisen Nutzen bringt,
Auch wenn der Schatz Verlust nur bringt.

### Weitere Gedichte (Auswahl)
Ин ҷаҳонро нигар ба чашми хирад,
Не бад-он чашм, к-андар ӯ нигарӣ.
Ҳамчу дарёст в-аз накӯкорӣ
Киштие соз, то бад-он гузарӣ!

نی بدان چـشــم کاندرو نگری
همچو دریاســـت وز نکوکاری
کشـتيى ســاز تا بدان گذری 
īn ǧahān-rā nigar ba čašm-i ḫirad
nē ba-d-ān čašm k'andar-ū nigarī
hamču daryā-st w'az nakūkārī
kištī’ī sāz tā ba-d-ān guẕarī 
Diese Welt schau dir an mit dem Auge der Weisheit,
Nicht mit dem Auge, mit dem du sonst schaust.
Sie ist wie das Meer, und aus Wohltaten baust
Du ein Schiff, damit du die Weite durchschaust.
1958 wurde das Rudaki-Museum für Geschichte und Heimatkunde in Pandschakent eröffnet. An der Fassade des Museums stehen zwei geschnitzte Wandbilder und ein berühmter Spruch von Rudaki:
Ҳеҷ шодӣ нест андар ин ҷаҳон,
Бартар аз дидори рӯи дӯстон.
هيچ شادى نيست اندر اين جهان
بـرتـر از ديــدار روى دوســـــتــان
hēč šādī nēst andar īn ǧahān
bartar az dīdār-i rō-yi dōstān
Kein' größ're Freud kennt diese Welt,
Wenn Aug' auf Freundes Antlitz fällt.

## Galerie

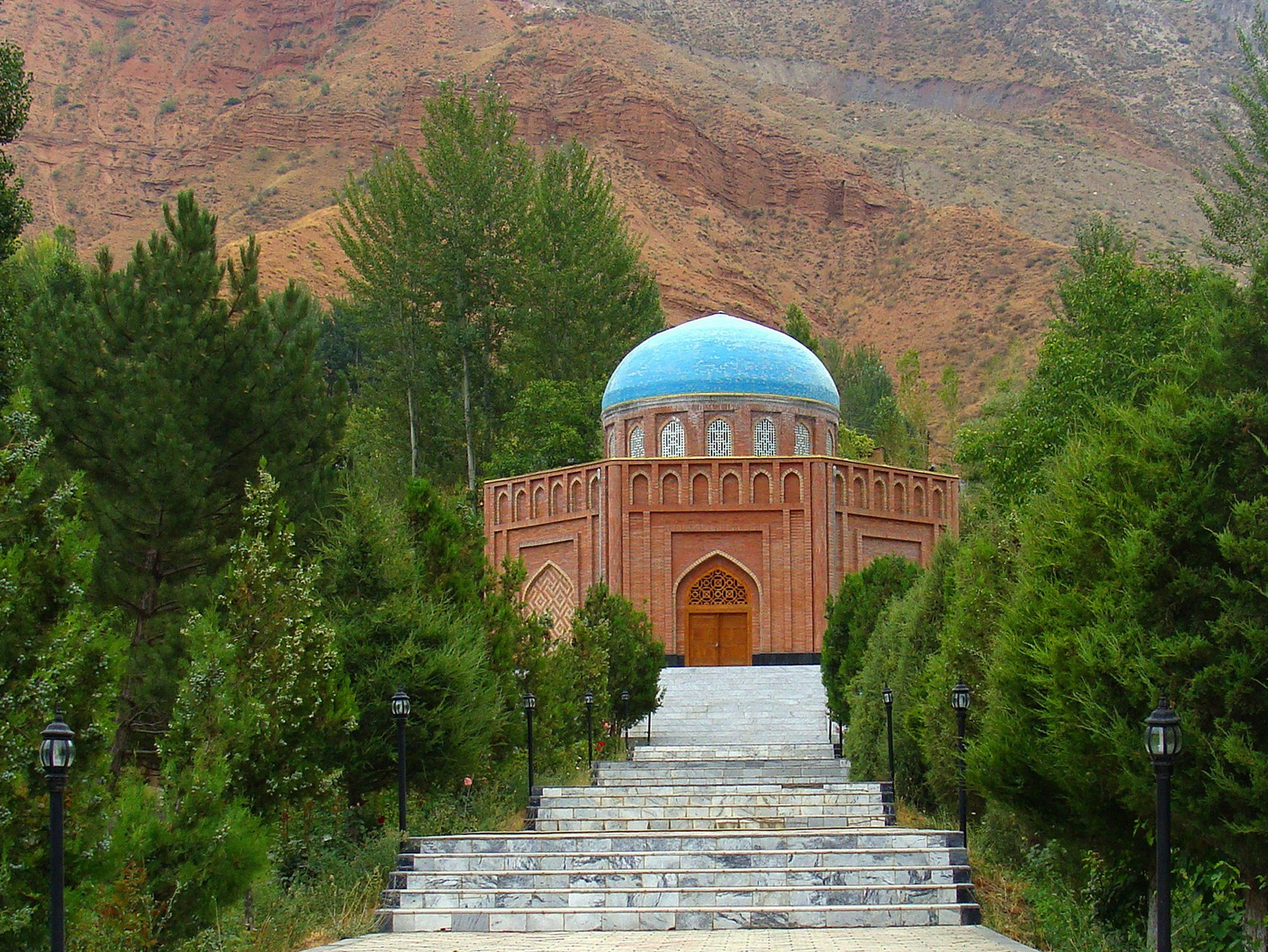
Das Rudaki-Mausoleum in Pandschrud
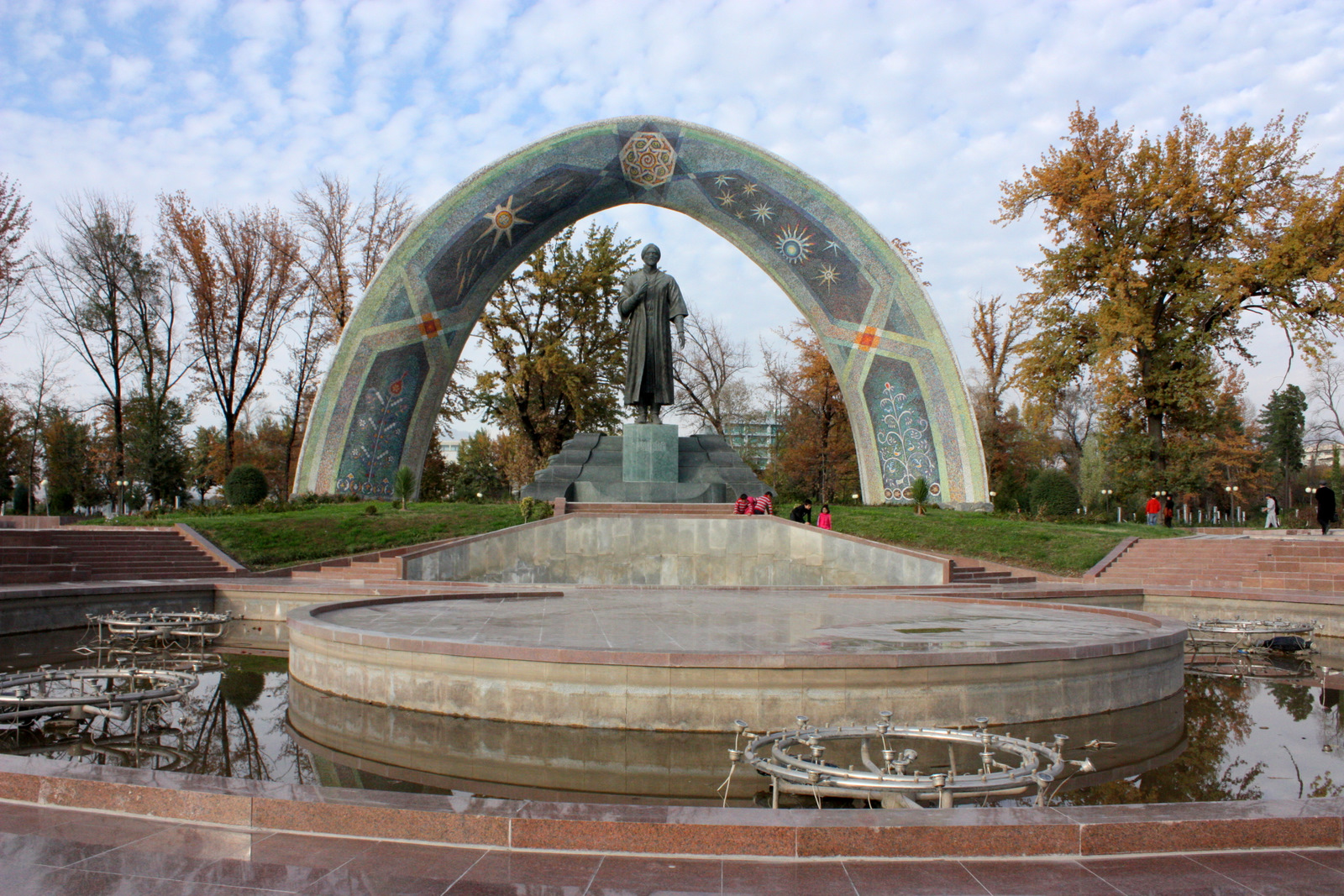
Rudaki-Denkmal (S. A. Scharow, 2008), Rudaki-Park in Duschanbe
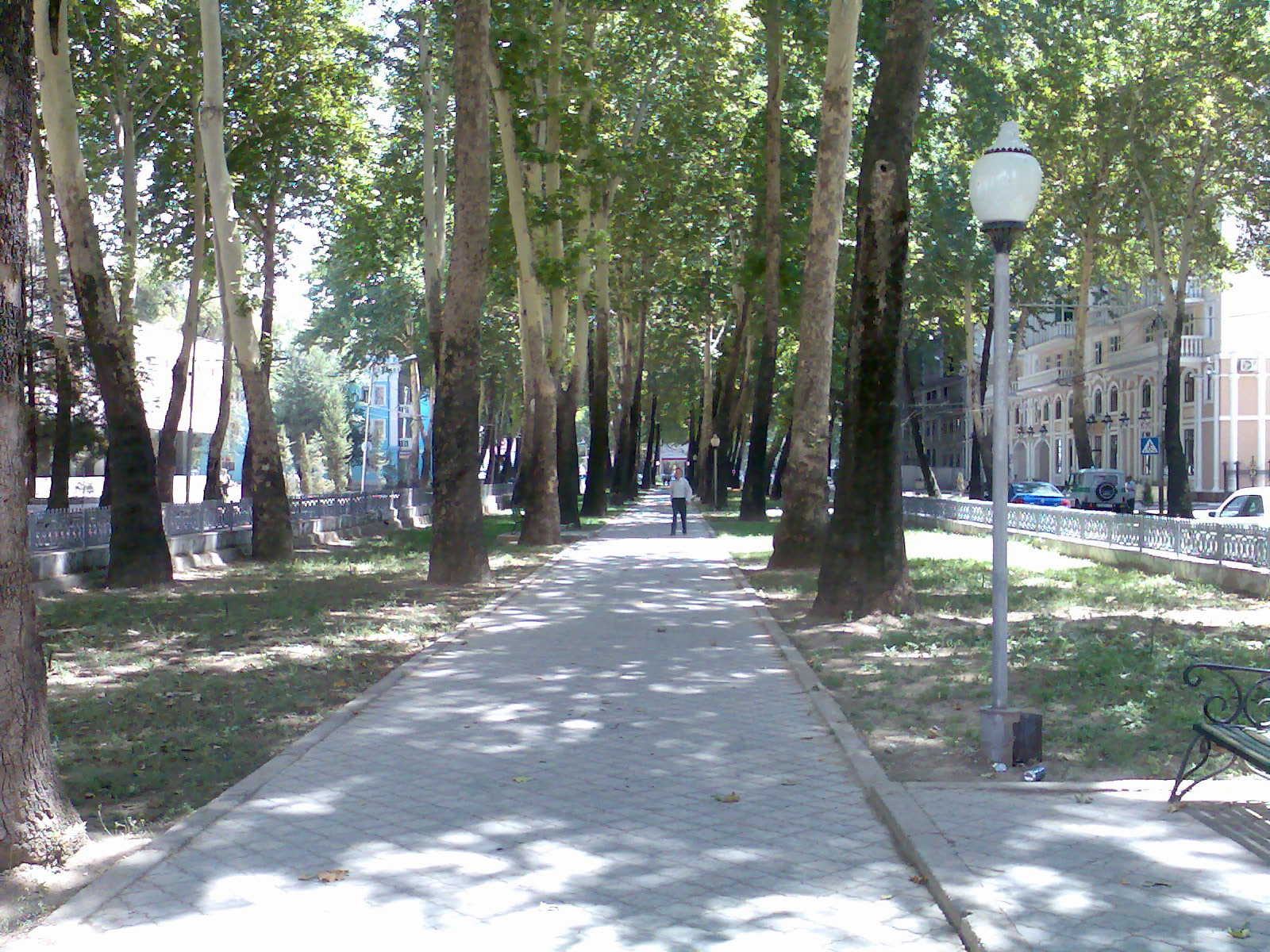
Rudaki-Prospekt in Duschanbe
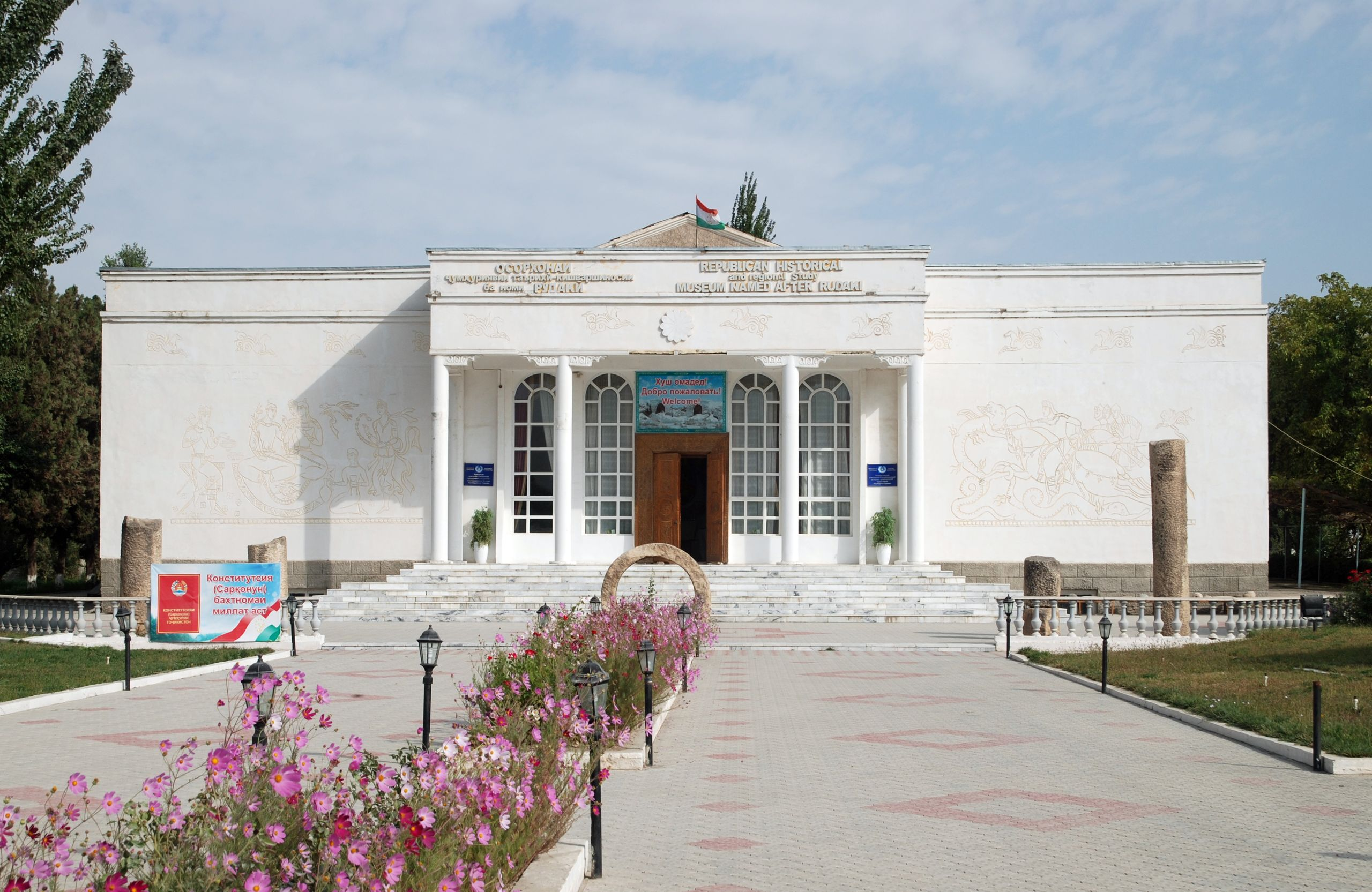
Rudaki-Museum in Pandschakent